# Réserve naturelle de Slimbridge
La Réserve naturelle de Slimbridge est une réserve de zone humide situé près de Slimbridge dans le Gloucestershire, en Angleterre, sur l'estuaire de la rivière Severn. La réserve, créée par le peintre naturaliste Peter Markham Scott ouvre ses portes en novembre 1946. C'est une des premières au monde.
Slimbridge comprend 800 hectares de pâturages, roselières, lagune et marais salants. De nombreux oiseaux aquatiques y vivent toute l'année, et d'autres sont des migrateurs. De nombreuses espèces y hivernent, y compris un grand nombre d'oies rieuses et de cygnes de Bewick.

## Histoire

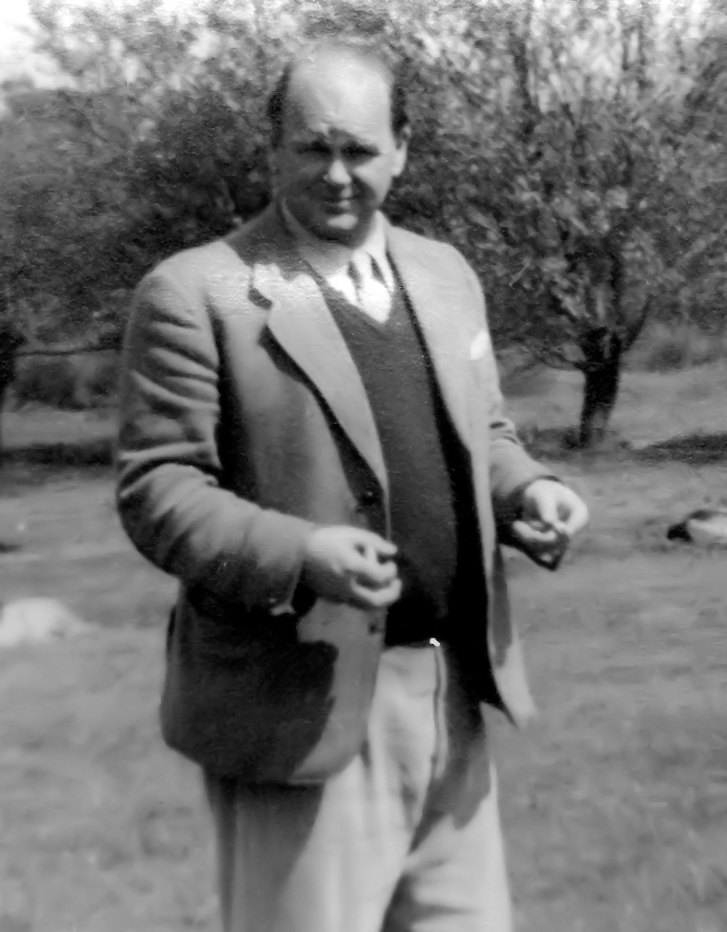
Peter Markham Scott à Slimbridge, 1954

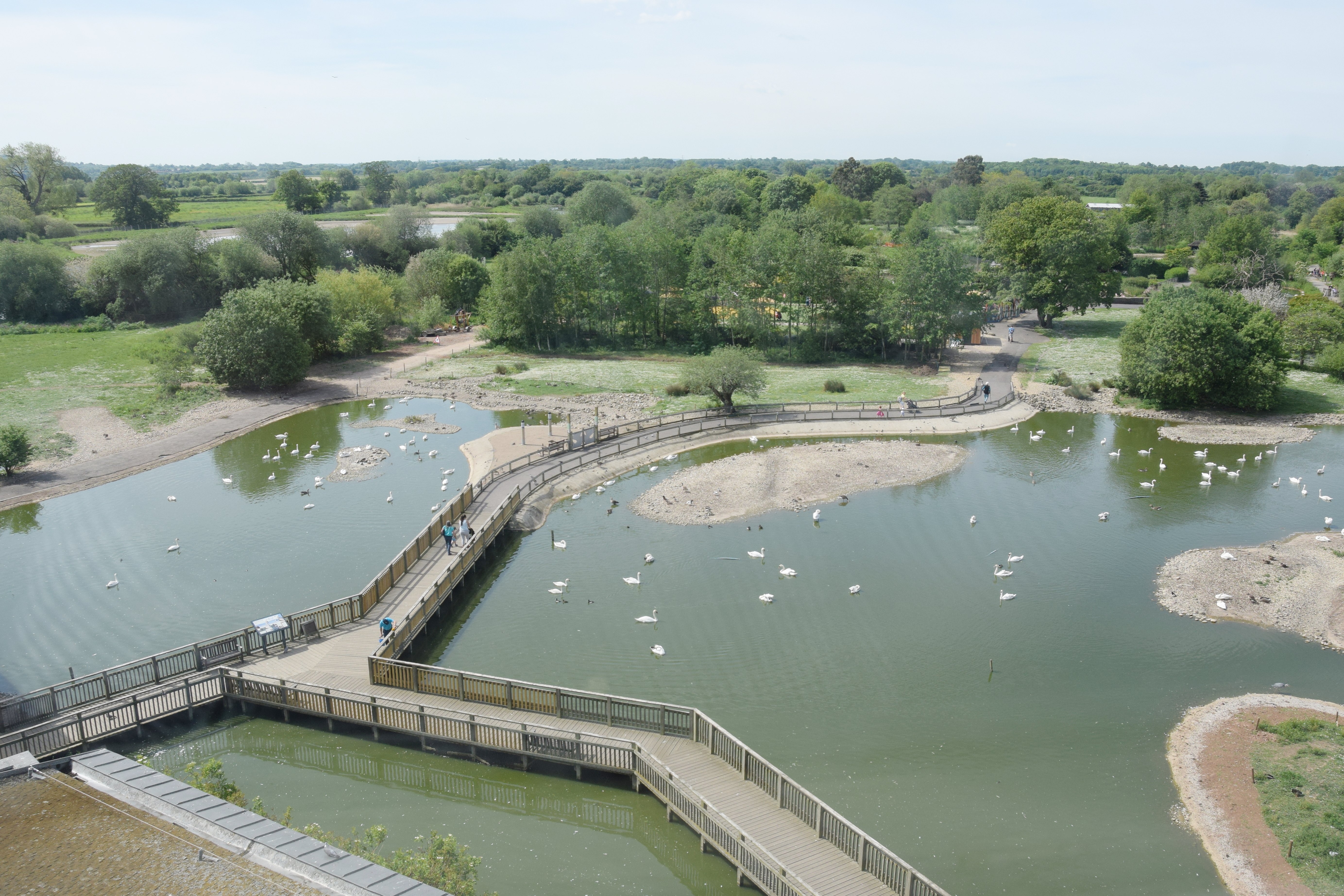
Une vue à la fin du printemps sur une petite partie du centre, depuis la tour d'observation de Severn View

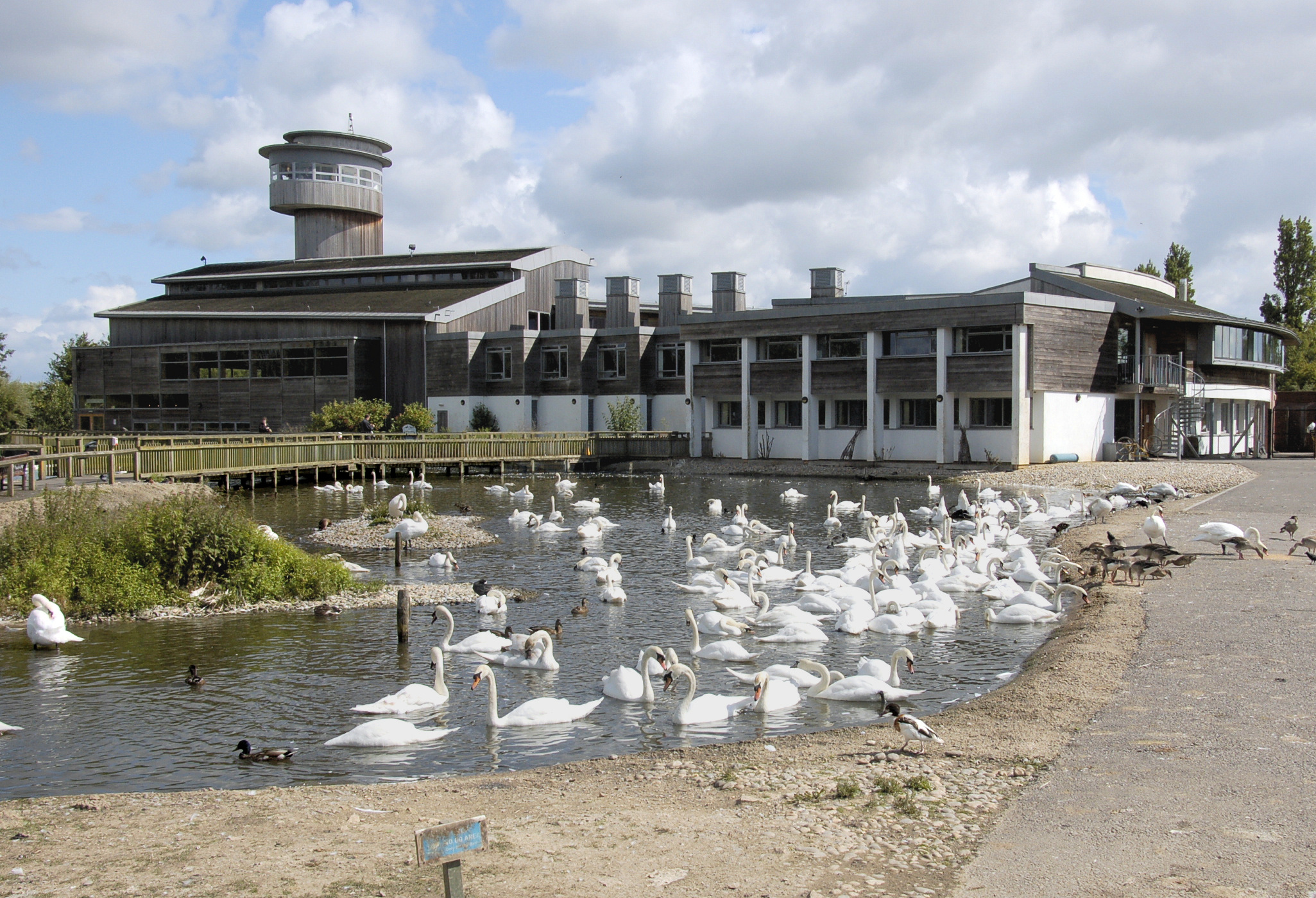
Les bâtiments principaux et la tour d'observation Severn View en juillet. Au premier plan, des cygnes tuberculés.

Le Wildlife and Wetland Trust de Slimbridge est créé par Peter Markham Scott et ouvert au public le 10 novembre 1946, en tant que centre de recherche et de conservation. Dans une démarche inhabituelle à l'époque, il ouvre le site au public afin que chacun puisse profiter d'un accès à la nature,. Scott fonde ensuite le Wildfowl & Wetlands Trust, qui ouvre ensuite neuf autres réserves à travers le pays.
Un buste du fondateur Sir Peter Scott par Jacqueline Shackleton est achevé en 1986 et est exposé dans le parc. Un bronze de son épouse Philippa, Lady Scott, par Jon Edgar est installé au centre d'accueil en décembre 2011. Une sculpture de la mère de Peter Scott, Kathleen Scott, intitulée Here am I, send me est également exposée dans le parc,.
Slimbridge participe à la recherche ornithologique et est impliqué des programmes d'élevage en captivité à l'échelle internationale. C'est là que Peter Scott a développé une méthode de reconnaissance des oiseaux individuels à travers leurs caractéristiques, après s'être rendu compte que les motifs colorés sur les becs des cygnes de Bewick étaient uniques. Le public peut visiter la réserve tout au long de l'année. En plus d'examiner les collections, ils peuvent observer les oiseaux depuis les affûts et participer à des activités pédagogiques.